# تيري فير
تيري فير (بالإنجليزية: Terry Fair)‏ هو لاعب كرة قدم أمريكية أمريكي، ولد في 20 يوليو 1976 في فينيكس في الولايات المتحدة.

## وصلات خارجية
- تيري فير على موقع مرجع كرة القدم المحترفة.كوم (الإنجليزية)